# Guam i olympiska sommarspelen 2024
Guam deltog med en trupp på åtta idrottare vid de olympiska sommarspelen 2024 i Paris som hölls mellan den 24 juli och 11 augusti 2024. Det var 10:e raka sommar-OS som Guam deltog vid.

## Brottning
Fristil
| Idrottare         | Gren           | Åttondelsfinal       | Kvartsfinal          | Semifinal            | Återkval             | Final / BM           | Final / BM       |
| Idrottare         | Gren           | Motståndare Resultat | Motståndare Resultat | Motståndare Resultat | Motståndare Resultat | Motståndare Resultat | Placering        |
| ----------------- | -------------- | -------------------- | -------------------- | -------------------- | -------------------- | -------------------- | ---------------- |
| Mia-Lahnee Aquino | Damernas 53 kg | Qianyu (CHN) L 0–4   | Gick inte vidare     | Gick inte vidare     | Gick inte vidare     | Gick inte vidare     | Gick inte vidare |
| Rckaela Aquino    | Damernas 57 kg | Penalber (BRA) L 0–5 | Gick inte vidare     | Gick inte vidare     | Gick inte vidare     | Gick inte vidare     | Gick inte vidare |

## Friidrott
Förkortningar
- Notera– Placeringar avser endast det specifika heatet.
- Q = Tog sig vidare till nästa omgång
- q = Tog sig vidare till nästa omgång som den snabbaste förloraren eller, i teknikgrenarna, genom placering utan att nå kvalgränsen
- i.u. = Omgången fanns inte i grenen
- Bye = Idrottaren behövde inte tävla i omgången

Gång- och löpgrenar
| Idrottare     | Gren            | Inledande omgång | Inledande omgång | Heat             | Heat             | Semifinal        | Semifinal        | Final            | Final            |
| Idrottare     | Gren            | Tid              | Placering        | Tid              | Placering        | Tid              | Placering        | Tid              | Placering        |
| ------------- | --------------- | ---------------- | ---------------- | ---------------- | ---------------- | ---------------- | ---------------- | ---------------- | ---------------- |
| Joseph Green  | Herrarnas 100 m | 10,85 0SB0       | 5                | Gick inte vidare | Gick inte vidare | Gick inte vidare | Gick inte vidare | Gick inte vidare | Gick inte vidare |
| Regine Tugade | Damernas 100 m  | 12,02            | 4 q              | 11,87            | 8                | Gick inte vidare | Gick inte vidare | Gick inte vidare | Gick inte vidare |

## Judo
| Idrottare    | Gren                      | Sextondelsfinal       | Åttondelsfinal       | Kvartsfinal          | Semifinal            | Återkval             | Final / BM           | Final / BM       |
| Idrottare    | Gren                      | Motståndare Resultat  | Motståndare Resultat | Motståndare Resultat | Motståndare Resultat | Motståndare Resultat | Motståndare Resultat | Placering        |
| ------------ | ------------------------- | --------------------- | -------------------- | -------------------- | -------------------- | -------------------- | -------------------- | ---------------- |
| Maria Escano | Damernas lättvikt (57 kg) | Esteves (GUI) L 00–10 | Gick inte vidare     | Gick inte vidare     | Gick inte vidare     | Gick inte vidare     | Gick inte vidare     | Gick inte vidare |

## Kanotsport

### Sprint
| Idrottare         | Gren               | Heat    | Heat      | Kvartsfinal | Kvartsfinal | Semifinal        | Semifinal        | Final            | Final            |
| Idrottare         | Gren               | Tid     | Placering | Tid         | Placering   | Tid              | Placering        | Tid              | Placering        |
| ----------------- | ------------------ | ------- | --------- | ----------- | ----------- | ---------------- | ---------------- | ---------------- | ---------------- |
| Raina Taitingfong | Damernas C-1 200 m | 1.05,90 | 7         | 1.01,17     | 7           | Gick inte vidare | Gick inte vidare | Gick inte vidare | Gick inte vidare |
| Raina Taitingfong | Damernas K-1 500 m | 2.29,66 | 7         | 2.27,03     | 7           | Gick inte vidare | Gick inte vidare | Gick inte vidare | Gick inte vidare |

Teckenförklaring: FA = Kvalificerad för final (medalj); FB = Kvalificerad för B-final (ingen medalj)

## Triathlon
| Idrottare     | Gren             | Tid              | Tid  | Tid             | Tid | Tid             | Tid    | Placering |
| Idrottare     | Gren             | Simning (1,5 km) | T1   | Cykling (40 km) | T2  | Löpning (10 km) | Totalt | Placering |
| ------------- | ---------------- | ---------------- | ---- | --------------- | --- | --------------- | ------ | --------- |
| Manami Iijima | Damernas tävling | 26.38            | 1.02 | DNF             | DNF | DNF             | DNF    | DNF       |

## Tyngdlyftning
| Idrottare      | Gren           | Ryck     | Ryck      | Stöt     | Stöt      | Totalt | Placering |
| Idrottare      | Gren           | Resultat | Placering | Resultat | Placering | Totalt | Placering |
| -------------- | -------------- | -------- | --------- | -------- | --------- | ------ | --------- |
| Nicola Lagatao | Damernas 49 kg | 59       | 11        | 77       | 11        | 136    | 11        |